# Tomiyamichthys tanyspilus
Tomiyamichthys tanyspilus är en fiskart som beskrevs av Randall och Chen 2007. Tomiyamichthys tanyspilus ingår i släktet Tomiyamichthys och familjen smörbultsfiskar. Inga underarter finns listade i Catalogue of Life.